# Sam and Friends
Sam and Friends é um programa de televisão criado por Jim Henson e sua mulher, Jane Henson.
Foi transmitido nos Estados Unidos de 9 de maio de 1955 a 15 de dezembro de 1961.